# Jan Mądrostka
Jan, Jaszek Mądrostka herbu Mądrostki – sędzia nadworny krakowski w 1335 roku, sędzia krakowski w latach 1335-1344.
22 listopada 1335 roku na zjeździe w Wyszehradzie dał rękojmię królowi Kazimierzowi III Wielkiemu, który obiecał królowi Czech Janowi Luksemburskiemu wypłatę w ustalonym terminie drugiej połowy 20000 kup groszy praskich za zrzeczenie się przez niego praw do tronu Polski.